# Royal Oak (London Underground)

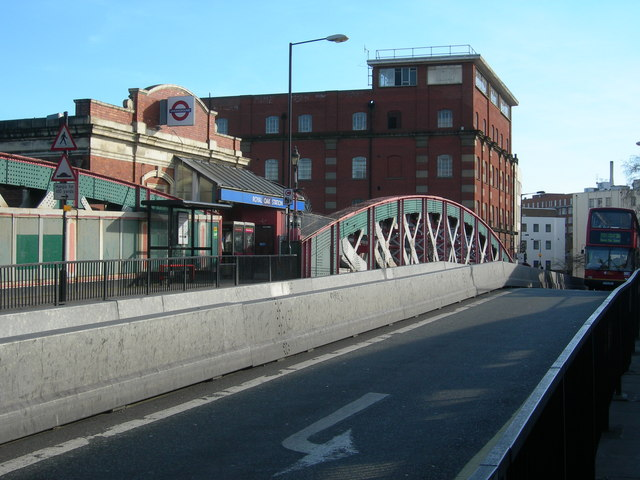
Station Royal Oak

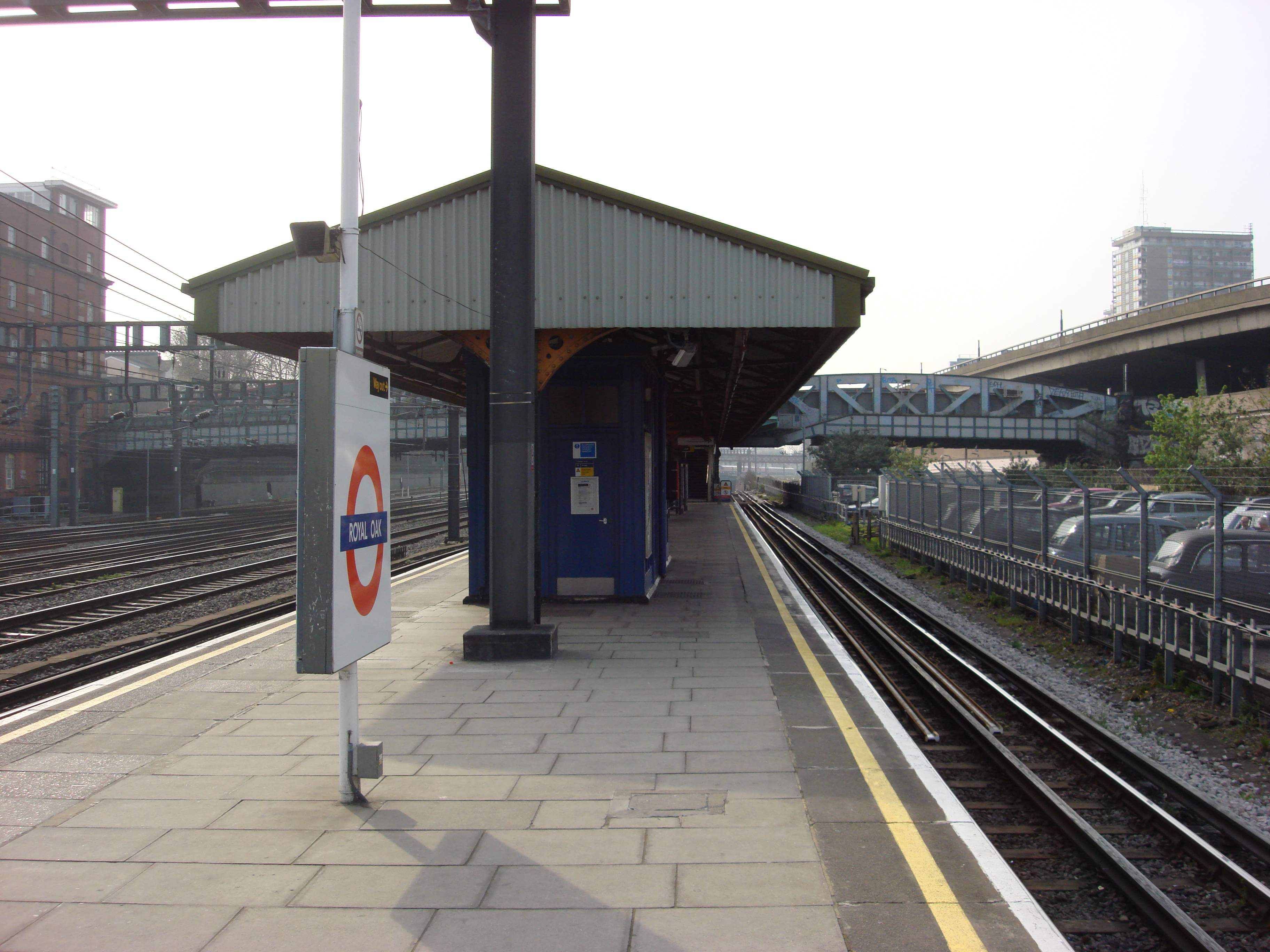
Bahnsteig

Royal Oak ist eine oberirdische Station der London Underground im Stadtbezirk City of Westminster. Sie liegt in der Travelcard-Tarifzone 2 am Westway, einer mehrspurigen Schnellstraße. Hier verkehren Züge der Hammersmith & City Line und der Circle Line. Im Jahr 2014 nutzten 2,70 Millionen Fahrgäste die Station. Die Gleise der U-Bahn-Linie liegen parallel zur Great Western Main Line, der Haupteisenbahnstrecke zwischen Paddington und dem Westen Englands.
Die Eröffnung der Station erfolgte am 30. Oktober 1871 durch die Metropolitan Railway (heutige Metropolitan Line). Die Strecke war jedoch bereits 1864 durch die Hammersmith & City Railway eröffnet worden, die anfänglich der Great Western Railway gehörte und drei Jahre später in den Besitz der Metropolitan Railway gelangte. Im Jahr 1990 wurde der Hammersmith-Zweig der Metropolitan Line unter dem Namen Hammersmith & City Line betrieblich verselbständigt. Seit dem 13. Dezember 2009 halten hier auch Züge der Circle Line.